# ابراهیم دسوقی اباظه
ابراهیم دسوقی اَباظه (۱۸۸۲–۱۹۵۳م) سیاستمدار و ادیب مصری بود. چندین بار از اعضای مجلس نمایندگان مصر برگزیده شد و پنج بار به وزارت رسید. به وکالت نیز روی آورد. شعر سرود و آثاری نگاشت. حدیقة الأدب از آثار اوست. مقالات خود را در سیاست ملی‌گرایی مصر نشر کرد و نام مستعارش «الغزالی أباظة» بود. بیشتر عمر خود را در قاهره زیست.